# Jour fixe
Ein Jour fixe [ˈʒuːɐ̯ ˈfiks] (frz. fester Tag, Pl.: Jours fixes [ˈʒuːɐ̯ ˈfiks]) ist ein in einer kleinen Gruppe von Personen fest vereinbarter, regelmäßig wiederkehrender Termin (Regeltermin), zum Beispiel „jeder zweite Donnerstag im Monat“. In der Arbeitswelt wird zu diesem Regeltermin meist eine Besprechung durchgeführt.

## Schreibweise
Die falsche Schreibweise „Jour fix“ ist im Deutschen weit verbreitet. Das französische Wort „fixe“ wird jedoch stets mit einem e am Ende geschrieben.
Jour fixe ist ein Scheingallizismus. Für einen Jour fixe im Sinne einer regelmäßigen Arbeitssitzung gibt es im Französischen keinen Begriff; er kann lediglich mit „réunion de travail régulière“ oder ähnlichem umschrieben werden.

## Herkunft
Der Begriff stammt aus dem Gesellschaftsleben des 18. Jahrhunderts. Haushalte, die sich besonders an Gesellschaft erfreuten, bestimmten einen gewissen Tag des Monats oder der Woche, an dem jeder zu Besuch kommen konnte, ohne – wie es seinerzeit für Veranstaltungen sonst obligatorisch war – geladen zu sein. Verbreitet war der Brauch in kunstsinnigen Kreisen: Man lud Künstler ein, um sich an deren Darbietungen zu erfreuen und sich im Bekanntenkreis den Ruf eines Mäzens aufzubauen. Ein gut besuchter, etablierter und als kurzweilig bekannter Jour fixe war von außerordentlichem Renommee. Noch heute wird der Begriff Jour fixe auch für öffentliche Veranstaltungsreihen, beispielsweise Vortragsreihen, verwendet.

## Projektmanagement
Übernommen hat man den Brauch in das Projektmanagement als Termin, auf den alle Beteiligten keine anderen Termine legen, sondern der für gruppeninterne Abstimmung reserviert ist. Der Jour fixe bietet den Projektbeteiligten eine Austauschmöglichkeit in einem informellen, operativen Rahmen. In Projektteams, Beratungsorganisationen und ähnlichem werden an diesem Termin beispielsweise der Projektstatus abgeglichen, Problemsituationen besprochen und nächste Schritte geplant. Der Jour fixe bietet durch ein regelmäßiges Zeitintervall eine gute Möglichkeit, Mitarbeiter, die ansonsten an unterschiedlichen Orten arbeiten oder aus anderen Gründen kaum Gelegenheit zu gemeinsamem Austausch haben, auf denselben Wissensstand bezüglich aktueller Vorgänge zu bringen. Weiterhin ist durch die langfristige Terminierung sichergestellt, dass auch alle Beteiligten zugegen sind. 
Das Modell des Jour fixe kann während der Projektphasen angepasst werden, um die Schwerpunkte zu verändern oder durch themenspezifische Termine zu erweitern. 